# Írországban történt légi közlekedési balesetek listája
Az Írországban történt légi közlekedési balesetek listája mind a halálos áldozattal járó, mind pedig a kisebb balesetek, meghibásodások miatt történt, gyakran csak az adott légiforgalmi járművet érintő baleseteket is tartalmazza évenkénti bontásban.

## Írországban történt légi közlekedési balesetek

### 1968
- 1968. március 24., Szent György-csatorna. Az Aer Lingus 712-es járata, egy Vickers Viscount 803 típusú repülőgép lezuhant. A fedélzeten lévő 57 utas és 4 fő személyzet életét vesztette.[1]